# Marc-André Fleury
Marc-André Fleury (Sorel-Tracy, Quebec, 28. studenog 1984.) kanadski je profesionalni hokejaš na ledu. Igra na poziciji vratara i trenutačno nastupa u National Hockey League (NHL) momčadi Minnesota Wild.

## National Hockey League

### Pittsburgh Penguins
Pittsburgh Penguinsi birali su Marc-Andre Fleurya kao prvi izbor drafta 2003. godine. Iako nije uobičajeno da se vratarima da prilika u prvoj sezoni, Fleury je u predsezonskim nastupima osigurao mjesto među vratnicama. Iako je njegov Pittsburgh poražen s 3:0, Marc-Andre Fleury imao je senzacionalan NHL debi. Kao 18-godišnji vratar, pokazao je da nije slučajno biran kao prvi izbor i obranio je čak 46 udaraca od 48, a neke obrane bile su uistinu briljantne. Međutim, ništa nije mogao protiv udaraca Belangera i Klatta, a njegovi suigrači uputili su tek 11 udaraca (najmanje u povijesti kluba). Krajem listopada 2003. Pittsburgh je, uspio dogurati do svoje druge pobjede u sezoni (protiv Chicaga), a Fleury je osim pobjede slavio i svoj prvi shutout u NHL-u. Fluery je za Penguinse (2003./04.) odigrao 22 utakmice i ubilježio 4-14-2 učinak (3,64 GAA), nakon čega je klub iskoristio opciju njegovog povratka u Cape Breton iz Quebec Major Junior Hockey League (QMJHL). Krajem sezone vratili su ga u svoju AHL podružnicu Wilkes-Barre/Scranton Penguins za koje je ubilježio dva nastupa u play-offu. 
Zbog štrajka igrača (eng. lock-out) u sezoni 2004./05. Fleury je nastavio igrati za Wilkes-Barre/Scranton Penguinse. Nakon jednogodišnje pauze u NHL-u Pittsburgh se odlučio na remont u momčadi i na poziciju prvog vratara doveli iskusnog Jocelyna Thibaulta. U izostanku Thibaulta koji se početkom sezone ozljedio na vrata je stao Fleury koji je u svojoj prvoj NHL utakmici sezone protiv Buffala obranio 38 udaraca, ali je Pittsburgh 19 sekundi prije isteka produžetka primio gol i upisao poraz 3:2. Tijekom sezone u borbi s Thibaultom ugrabio je mjesto startnog vratara, međutim Penguinsi su završili sezonu kao posljednjeplasirana momčad Istočne konferencije s najgorom obranom lige (316 primljenih pogodaka).
Nakon što su se prošle sezone (2006./07.) Penguinsi odlučili za pomlađivanje momčadi, to im se već sljedeće sezone počelo isplaćivati. Pittsburghovi prvi izbori drafta iz 2003. i 2005. godine Fleury i Sidney Crosby briljirali su protiv Philadelphije i odveli Penguinse do pobjede 4:0. Fleury je nakon slabe prošle sezone nagovijestio dobru sezonu shutoutom od 40 obrana dok je Crosby bio pokretač svih opasnih akcija. Na "krilima" mladih zvijezda Fleuryja, Crosbyja, Evgenija Malkina i Jordana Staala Pittsburgh se u dvije sezone vratio u vrh Istočne konferencije. 
Pittsburgh je u play-off 2008.  kao drugoplasirana momčad Istoka ušao s prednošću domaćeg terena protiv Ottawa Senatorsa, a Fleury je u prvoj utakmici zaustavio svih 26 udaraca gostiju. Time je upisao svoj prvi shootout u jednoj utakmici doigravanja. Pittsburghu je trebalo samo 14 utakmica da stignu do 12 pobjeda koliko ih treba da se uđe u finale. Bez poraza su prošli preko Ottawe, dok su im New York Rangersi i Philadelphia nanijeli svaki tek po jedan poraz. Fleury se tijekom cijelukupne sezone u potpunosti afirmirao. Primao je u prosjeku tek nešto više od pogotka i pol po utakmici i branio u formi karijere. U finalu Stanleyjeva kupa protiv Detroit Red Wings bio je ključna figura Penguinsa, ali Pittsburgh nije izdržao i poražen je na kraju s ukupnih 4:2. 
Krajem godine (2008.) i prosinac bila je prekretnica sezone za Pittsburgh; Penguinsi su igrali loše, a najbolji igrač bio im je upravo Fleury. Međutim, sve se preokrenulo pobjedom Pittsburgha na teškom gostovanju u Newarku kod New Jerseyja s 1:0. U tom susretu Fleury je na vratima Penguinsa obranio 37 udarca. U siječnju 2009. Fleury je nakon pobjede Pittsburgha nad svojim velikim rivalima iz New Yorka, upisao drugi ovosezonski shutout. Kako je odmicala sezona Fleury i Pittsburgh igrali su sve bolje. U play-offu 2009. Fleury je bio jedan od najzaslužnijih prolasku Penguinsa u drugi krug (protiv Philadelphije kad se četvrta utakmica serije lomila, Fleury je imao nekoliko vrhunskih obrana i na kraju očekivano bio prva zvijezda utakmice. Do kraja je sakupio čak 45 obrana.) i kasnijem ulasku u novo veliko finale protiv Detroita. Pittsburg je u sedam utakmica pobijedio Detroit, a Fleury je osvojio svoj prvi Stanleyjev kup karijere.

## Reprezentacija
Fleury, nakon što se našao u popisu igrača Kanade za ZOI u Vancouveru 2010. s reprezentacijom je osvojio zlatnu medalju, pobijedivši u finalnom dvoboju 3:2 nakon produžetaka, velike rivale, reprezentaciju SAD-a. Već kao 25-godišnjak Fleury ima osvojeni Stanleyjev kup i olimpijsko zlato.

## Nagrade

### NHL
| Nagrada                  | Godina |
| ------------------------ | ------ |
| Stanleyjev kup pobjednik | 2009.  |

## Statistika karijere
Bilješka: OU = odigrane utakmice, OM = odigrane minute, UG = udarci na gol, PG = primljeni golovi, OB = (broj) obrana, PPG = prosjek primljenih golova, OB% = postotak (broja) obrana, ČM = čista mreža (bez primljenog gola), A = asistencije, KM = kaznene minute
| 2000./01.         | Cape Breton Screaming Eagles   | QMJHL             | 35  | 1705   | 1006 | 115 | 891  | 4.05 | .886 | 0  | 2 | 0  | 2  | 32   | 21   | 4   | 17   | 7.50 | .810 | 0 | 0 | 0 |
| 2001./02.         | Cape Breton Screaming Eagles   | QMJHL             | 55  | 3043   | 1803 | 141 | 1662 | 2.78 | .915 | 2  | 1 | 50 | 16 | 1003 | 548  | 55  | 493  | 3.29 | .900 | 0 | 1 | 0 |
| 2002./03.         | Cape Breton Screaming Eagles   | QMJHL             | 51  | 2889   | 1801 | 162 | 1639 | 3.36 | .910 | 2  | 2 | 10 | 4  | 228  | 161  | 17  | 144  | 4.47 | .894 | 0 | 0 | 4 |
| 2003./04.         | Pittsburgh Penguins            | NHL               | 21  | 1154   | 675  | 70  | 605  | 3.64 | .896 | 1  | 0 | 0  | —  | —    | —    | —   | —    | —    | —    | — | — | — |
| 2003./04.         | Cape Breton Screaming Eagles   | QMJHL             | 10  | 606    | 297  | 20  | 277  | 1.98 | .933 | 0  | 2 | 0  | 4  | 251  | 114  | 13  | 101  | 3.10 | .886 | 0 | 0 | 4 |
| 2003./04.         | Wilkes-Barre/Scranton Penguins | AHL               | —   | —      | —    | —   | —    | —    | —    | —  | — | —  | 2  | 92   | 30   | 6   | 24   | 3.91 | .800 | 0 | 0 | 0 |
| 2004./05.         | Wilkes-Barre/Scranton Penguins | AHL               | 54  | 3029   | 1286 | 127 | 1159 | 2.52 | .901 | 1  | 0 | 2  | 4  | 151  | 70   | 11  | 59   | 4.37 | .843 | 0 | 0 | 0 |
| 2005./06.         | Pittsburgh Penguins            | NHL               | 50  | 2809   | 1485 | 152 | 1333 | 3.25 | .898 | 1  | 1 | 0  | —  | —    | —    | —   | —    | —    | —    | — | — | — |
| 2005./06.         | Wilkes-Barre/Scranton Penguins | AHL               | 12  | 727    | 312  | 19  | 293  | 1.57 | .939 | 0  | 1 | 2  | 5  | 311  | 154  | 18  | 136  | 3.48 | .883 | 0 | 0 | 0 |
| 2006./07.         | Pittsburgh Penguins            | NHL               | 67  | 3905   | 1954 | 184 | 1770 | 2.83 | .906 | 5  | 3 | 4  | 5  | 287  | 150  | 18  | 132  | 3.76 | .880 | 0 | 0 | 0 |
| 2007./08.         | Pittsburgh Penguins            | NHL               | 35  | 1857   | 909  | 72  | 837  | 2.33 | .921 | 4  | 1 | 0  | 20 | 1251 | 610  | 41  | 569  | 1.97 | .933 | 3 | 0 | 2 |
| 2007./08.         | Wilkes-Barre/Scranton Penguins | AHL               | 5   | 297    | 140  | 7   | 133  | 1.42 | .950 | 0  | 0 | 0  | —  | —    | —    | —   | —    | —    | —    | — | — | — |
| 2008./09.         | Pittsburgh Penguins            | NHL               | 62  | 3641   | 1850 | 162 | 1688 | 2.67 | .912 | 4  | 1 | 8  | 24 | 1447 | 686  | 63  | 623  | 2.61 | .908 | 0 | 0 | 2 |
| Sveukupno - QMJHL | Sveukupno - QMJHL              | Sveukupno - QMJHL | 151 | 8243   | 4907 | 438 | 4469 | 3.19 | .911 | 4  | 7 | 60 | 24 | 1514 | 844  | 89  | 755  | 3.53 | .860 | 0 | 1 | 8 |
| Sveukupno - AHL   | Sveukupno - AHL                | Sveukupno - AHL   | 71  | 4053   | 1738 | 153 | 1585 | 2.26 | .912 | 1  | 1 | 4  | 11 | 554  | 254  | 35  | 219  | 3.79 | .862 | 0 | 0 | 0 |
| Sveukupno - NHL   | Sveukupno - NHL                | Sveukupno - NHL   | 235 | 13 366 | 6873 | 640 | 6233 | 2.87 | .907 | 15 | 6 | 12 | 49 | 2985 | 1446 | 122 | 1324 | 2.45 | .916 | 3 | 0 | 4 |

## Vanjske poveznice
- Profil na NHL.com
- Profil na The Internet Hockey Database